# Стратегия риска
«Стратегия риска» — советский трёхсерийный художественный телефильм режиссёра Александра Прошкина. Премьерный показ состоялся с 28 по 30 ноября 1978 года по Первой программе ЦТ.

## Сюжет
Фильм повествует об истории открытия в Тюменской области богатейшей Западно-Сибирской нефтегазоносной провинции – событии, имевшем колоссальное экономическое и историческое значение для Советского Союза и Российской Федерации.
Молодой бакинец Фарид Аскеров руководит маленькой нефтеразведочной экспедицией, ведущей поисковое бурение на севере Новосибирской области. Он убеждён, что работы на выделенной его экспедиции территории не имеют смысла, но геологическое начальство не желает его слушать — план, госзадание, премиальные, гнев обкома, весь букет «цветочков» плановой экономики. Где велено, там и бури…
Проанализировав все имеющиеся разрозненные геологические материалы, Аскеров решается на самоубийственный шаг – создавая видимость продолжения работ на старом месте, он самовольно «угоняет» оборудование и персонал экспедиции на баржах на тысячу километров вниз по Оби и забуривается в окрестностях захолустного села Сургут, на «чужой» территории другого геологического управления.
Самое начало 1960-х. Ещё лет десять-пятнадцать назад за такое могли и расстрелять – ведь погонный метр бурения стоит несколько сотен рублей, а в скважине этих метров две-три тысячи. Однако именно на этом и строится расчёт Аскерова, его «стратегия риска». Когда всё выяснится, уже не будет никакого смысла останавливать бурение. Проще (и дешевле) позволить экспедиции завершить начатое – по крайней мере, в плохо изученном районе останется параметрическая скважина. А виновника можно примерно наказать и чуть позже.
Когда работы закончатся, Фарид Керимович почти наверняка пойдёт под суд. Единственное, что может его спасти – надежда на то, что победителей не судят. У взбунтовавшегося нефтеразведчика просто нет другого выхода.
И когда «подпольная» скважина наконец даёт стабильный высокодебитный фонтан – не только в судьбе «еретика от геологии», но и во всей истории страны начинается новая эпоха.
В основу сюжета положены некоторые факты биографии реального исторического лица — прославленного сибирского нефтяника Фармана Курбановича Салманова, легенды советской нефтяной геологии.

## В ролях
- Александр Парра — Фарид Керимович Аскеров, нефтяник, начальник нефтеразведочной экспедиции
- Наталья Егорова — Аня Бекетова, геолог
- Александр Пороховщиков — Игорь, главный геолог экспедиции
- Наталья Вилькина — Зоя, стряпуха в экспедиции
- Геннадий Крынкин — Пётр Матвеевич Уланов, буровой мастер, муж Зои
- Василе Зубку-Кодряну — Кантей, буровик
- Лев Дуров — Григорий Александрович Вермишев, главный бухгалтер экспедиции
- Иван Воронов — Василий Игнатьевич Журавлёв, начальник треста
- Артём Иноземцев — Крыленко, начальник Южно-Сибирского геологического управления (Новосибирск)
- Всеволод Сафонов — Голубой, главный геолог ЮСГУ
- Виктор Адеев — Виктор Ксенофонтович Радзиевский, геофизик
- Пантелеймон Крымов — Ростислав Савельевич Смоленцев, учитель географии, бывший геолог
- Мира Абжаканова — Света, участница экспедиции
- Михаил Басов — Саша Коноплёв, буровик, позднее — главный геолог
- Юрий Михеенков — Андрей, буровик
- Евгений Герчаков — Галимзян, буровик
- Армен Джигарханян — Сергей Анатольевич Резцов, начальник Западно-Сибирского геологического управления
- Олег Корчиков — Иван Сергеевич Шестаков, первый секретарь райкома
- Борис Гусаков — Юрченко, лётчик

## Рецензии
- Липков А. Стратегия риска (Об одноим. худож. телевиз. фильме) // Советская культура : газета. — 1979. — 23 февраля (№ 16 (5232)). — С. 5.